# Brummen
Brummen (anhörenⓘ) ist eine Gemeinde der niederländischen Provinz Gelderland. Am 1. Januar 2025 hatte sie 21.394 Einwohner. Zur Gemeinde gehören die Dörfer Brummen (8.545 Einwohner; Sitz der Gemeindeverwaltung), Eerbeek (10.215 Einwohner) und Hall sowie einige kleinere Ortschaften.

## Lage und Wirtschaft
Das Dorf Eerbeek, am Rande der Veluwe, ist ein Zentrum der Papierindustrie. Es zieht durch seine waldreiche Lage viele Touristen an (einige große Campingplätze).
Brummen liegt sechs Kilometer südlich von Zutphen und hat einen kleinen Bahnhof an der Bahnstrecke Arnhem–Leeuwarden. Die Industrie in Brummen besteht aus kleineren Betrieben vieler Art. Brummen hat eine Autofähre über die IJssel, welche die Überfahrt nach Bronkhorst möglich macht.
Zwischen Brummen und dem Bauerndorf Hall gibt es im ehemaligen Schloss Engelenburg ein Konferenzzentrum mit Golfplatz.

## Bilder

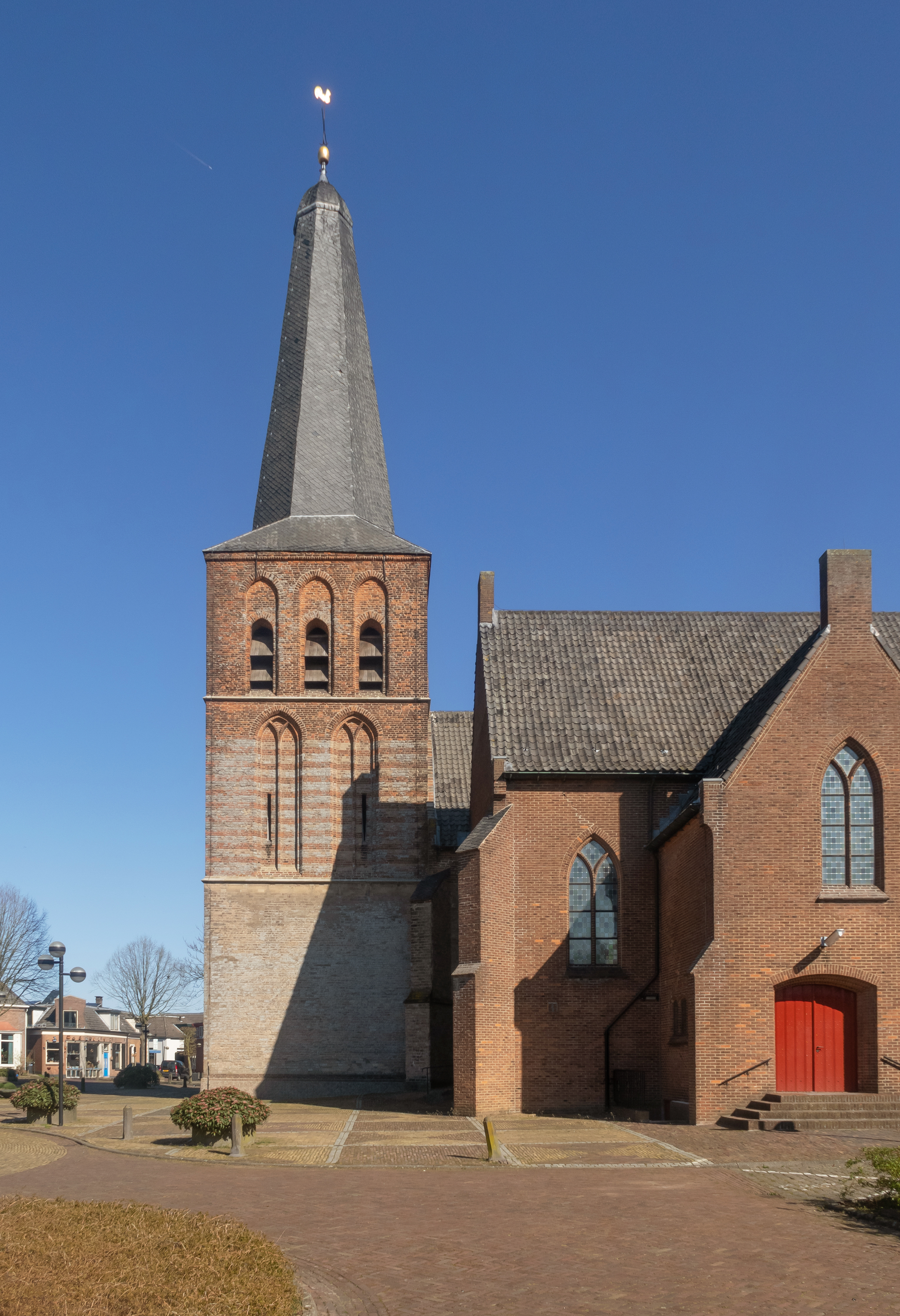
Brummen, Kirchturm (die Oude oder Sint-Pancratiuskerk)
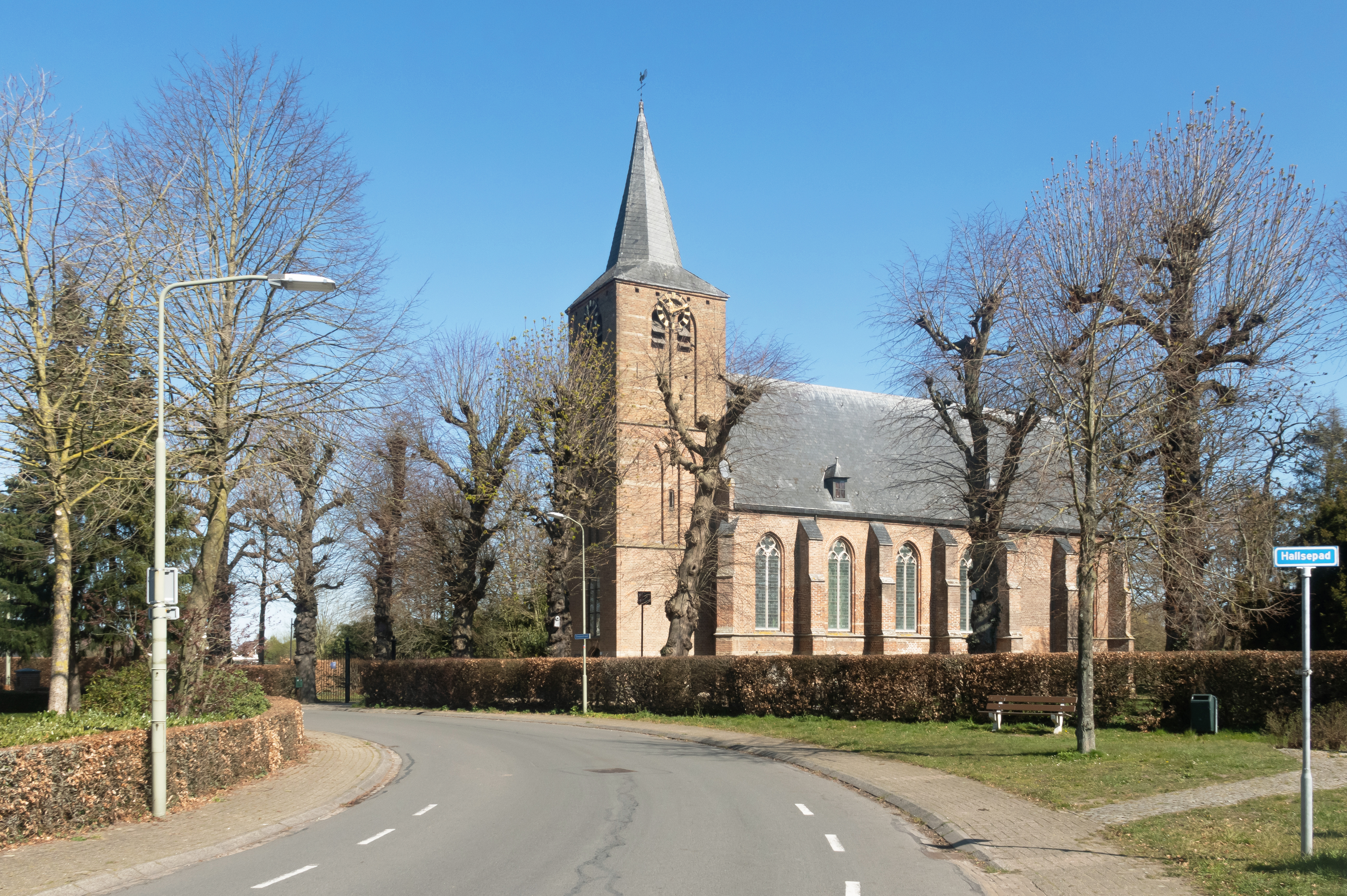
Hall, Kirche: die Sint Ludgerkerk
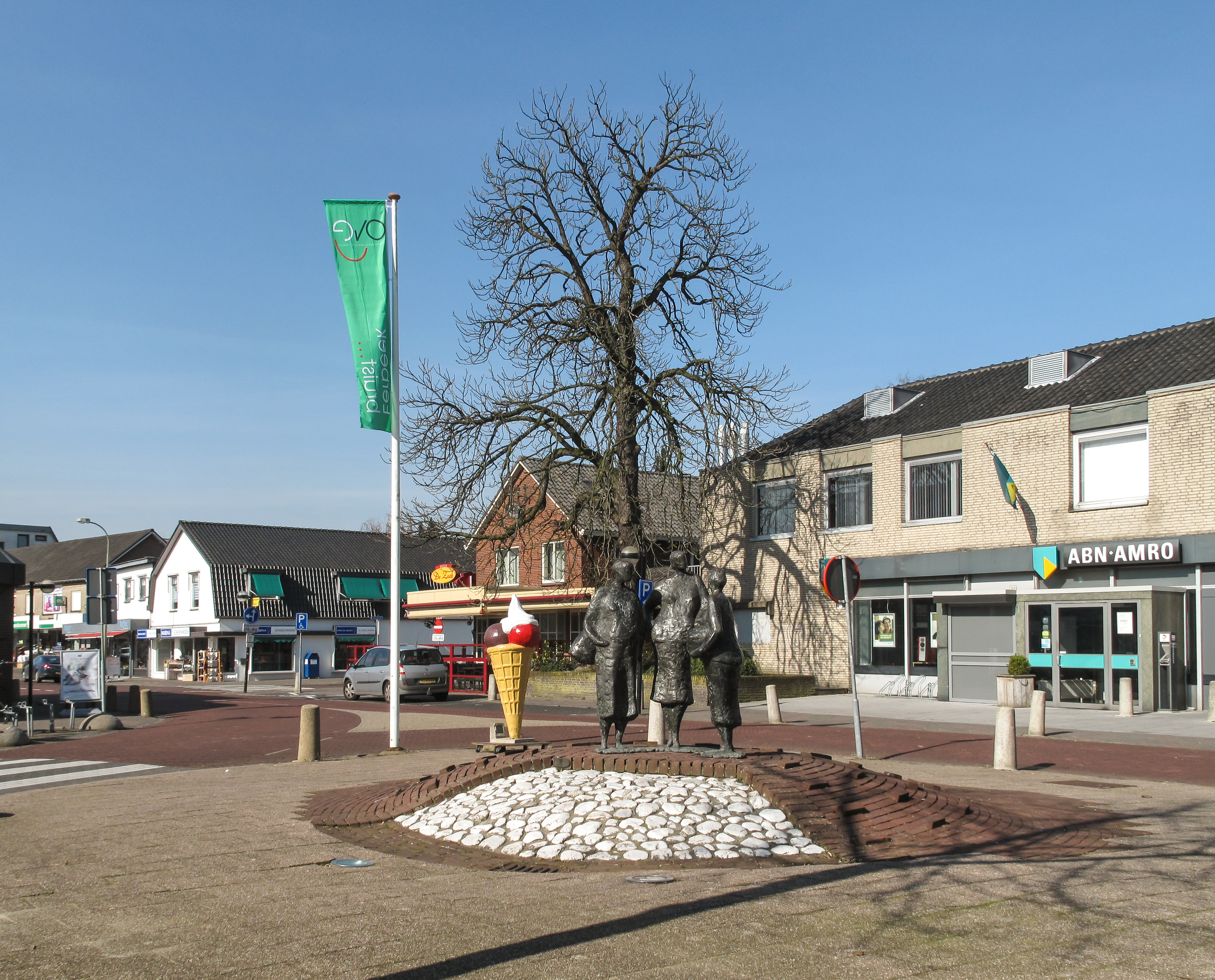
Eerbeek, Blick auf der Strasse: de Stuijvenburchstraat
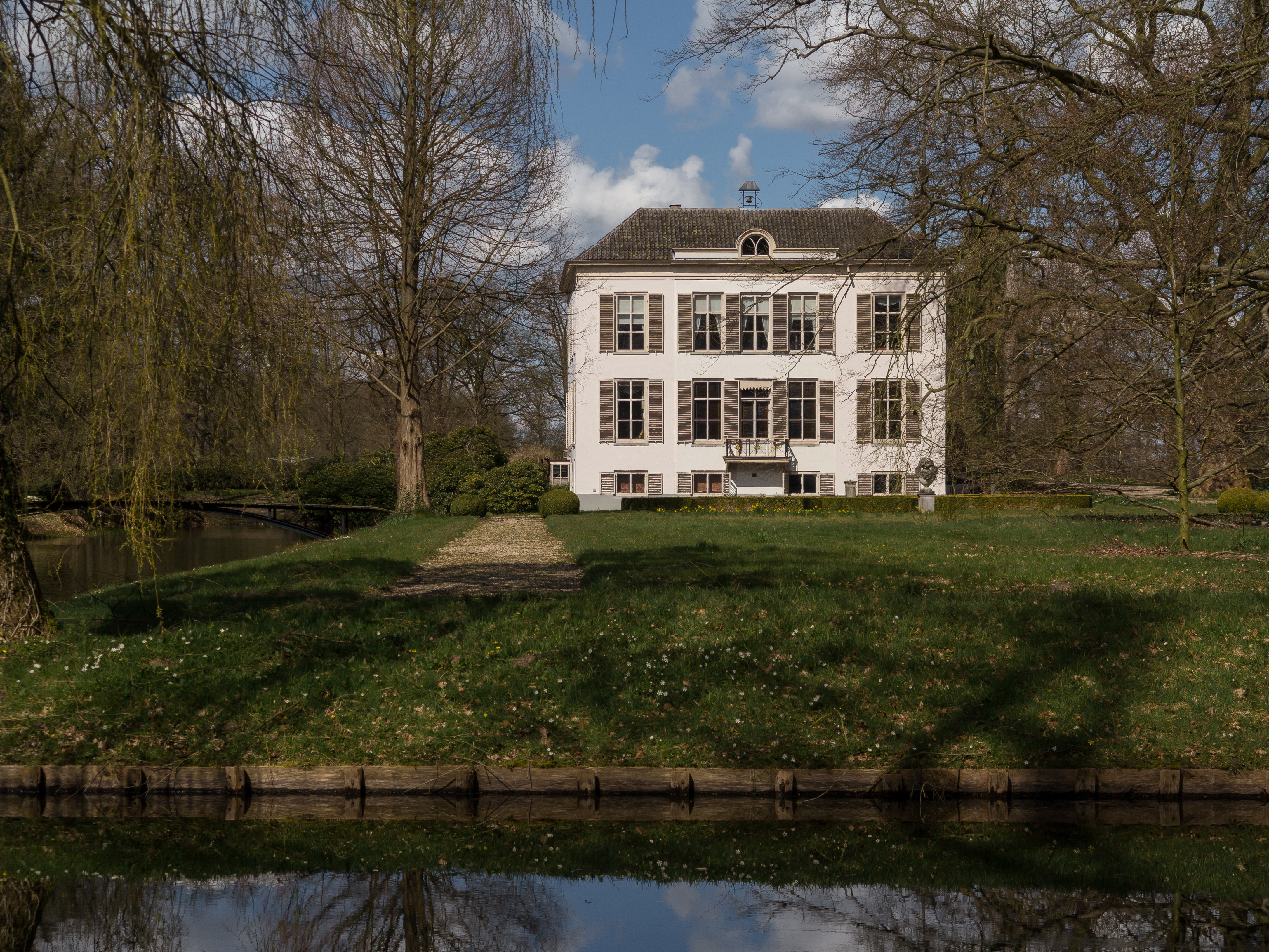
Voorstonden, Landhaus: Huis Voorstonden

## Geschichte
Das Dorf Brummen, dessen Name ursprünglich brimnum, „am Saum (des Waldes) gelegene Siedlung“ bedeutet (vergleiche englisch brim, „Rand“ sowie niederländisch berm, „Wegrand“), wurde bereits um 800 urkundlich erwähnt. Brummen hat eine alte Dorfkirche.
Hall hat eine sehr alte Kirche (sehenswerte Fresken im Inneren), die im Mittelalter entstand auf den Ruinen eines früheren Gotteshauses, das dem heiligen Liudger geweiht war.
Eerbeek entstand als Mühlensiedlung. Bereits im späten Mittelalter ermöglichte das klare Wasser der Bäche der Veluwe zusammen mit deren Stromgeschwindigkeit die Entstehung von Wassermühlen für Wäschereien und die Herstellung von Papier. Zwischen etwa 1850 und 1950 war das Dorf, das an einem, seit diesem letzten Jahr nur noch für Kanus usw. befahrbaren, Kanal zwischen Apeldoorn und Dieren liegt, für die Binnenschifffahrt erreichbar.

## Politik

### Sitzverteilung im Gemeinderat
Der Gemeinderat wird seit 1982 folgendermaßen gebildet:
| Partei               | Sitze | Sitze | Sitze | Sitze | Sitze | Sitze | Sitze | Sitze | Sitze | Sitze | Sitze |
| Partei               | 1982  | 1986  | 1990  | 1994  | 1998  | 2002  | 2006  | 2010  | 2014  | 2018  | 2022  |
| -------------------- | ----- | ----- | ----- | ----- | ----- | ----- | ----- | ----- | ----- | ----- | ----- |
| Lokaal Belang        | –     | –     | –     | –     | –     | –     | –     | –     | 3     | 4     | 5     |
| VVD                  | 4     | 4     | 3     | 4     | 4     | 4     | 3     | 5     | 4     | 4     | 4     |
| GroenLinks           | –     | –     | –     | –     | –     | –     | –     | –     | –     | 3     | 3     |
| PvdA                 | 8     | 10    | 8     | 6     | 7     | 7     | 8     | 5     | 4     | 3     | 3     |
| D66                  | 1     | –     | 3     | 3     | 1     | –     | –     | –     | 2     | 2     | 2     |
| CDA                  | 5     | 5     | 5     | 4     | 4     | 5     | 3     | 3     | 3     | 3     | 2     |
| Lokale Partij I.P.V. | –     | –     | –     | 2     | 3     | 3     | 5     | 6     | 3     | –     | –     |
| Gemeentebelangen     | 1     | 0     | –     | –     | –     | –     | –     | –     | –     | –     | –     |
| Gesamt               | 19    | 19    | 19    | 19    | 19    | 19    | 19    | 19    | 19    | 19    | 19    |

### Bürgermeister
Seit 1. März 2024 ist Geert van Rumund (PvdA) als kommissarischer Bürgermeister im Amt. Zu seinem Kollegium zählen die Beigeordneten Steven van de Graaf (Lokaal Belang), Pouwel Inberg (GroenLinks), Yasemin Cegerek (PvdA) und Ingrid Timmer (D66) sowie der Gemeindesekretär Harry Matser.

## Städtepartnerschaften
- Kōriyama (Japan) (seit 1988)
- Krotoszyn (Polen) (seit 1989)[5]

## Persönlichkeiten
- Karl Bastard von Geldern (* 1507/08; † 1568), Hauptmann und Maréchal de camp, Besitzer von Haus Coldenhove in Brummen, der Karel van Gelreweg ist nach ihm benannt
- Cornelis Johannes van Doorn (1837–1906), Wasserbauingenieur von 1872 bis 1880 in Japan (Meiji-Zeit)
- Louis Jansen (1915–2010), in Brummen geborener Kommunalpolitiker und Bürgermeister
- Durk van der Mei (1924–2018), Politiker
- Willemien Vaandrager (* 1957), in Hall geborene Ruderin
- Stefan Groothuis (* 1981), in Empe geborener Eisschnellläufer, Olympiasieger